# Francesco Cacucci
Francesco Cacucci (Bari, 26 de abril de 1943) é um clérigo italiano e arcebispo emérito de Bari-Bitonto.
Benvenuto Italo Castellani foi ordenado sacerdote em 29 de junho de 1966.
[[
Em 16 de abril de 1987 o Papa João Paulo II o nomeou bispo auxiliar de Bari-Bitonto e bispo titular de Castellum Medianum. O Arcebispo de Bari-Bitonto, Andrea Mariano Magrassi OSB, o consagrou em 13 de junho do mesmo ano; Os co-consagradores foram Domenico Padovano, Bispo de Conversano-Monopoli, e Michele Mincuzzi, Arcebispo de Lecce.
Como lema escolheu Pro ovibus suis. Em 8 de abril de 1993, o Papa o nomeou Arcebispo de Otranto. Em 3 de julho de 1999 foi nomeado Arcebispo de Bari-Bitonto e empossado em 8 de setembro do mesmo ano.
Em 29 de outubro de 2020, o Papa Francisco aceitou sua aposentadoria por motivos de idade.
Desde 19 de fevereiro de 2022 é Administrador Apostólico da diocese vaga de Cerignola-Ascoli Satriano.